# 1954 في فرنسا
فيما يلي قوائم الأحداث التي وقعت خلال عام 1954 في فرنسا.

## سياسة

### تعيين في المنصب
- 16 يناير – رينيه كوتي رئيس فرنسا.
- 1 أكتوبر – جورج كاترو Grand Chancellor of the Legion of Honour ‏.

### انتهاء فترة المنصب
- 16 يناير – فينسنت أوريول رئيس فرنسا.

## رياضة
- 11 أبريل – سباق باريس روبيه 1954
- 4 يوليو – جائزة فرنسا الكبرى 1954 الفائز خوان مانويل فانجيو.

## كتب
من الكتب التي صدرت هذه السنة في فرنسا:
- 1 يناير – صباح الخير أيها الحزن من تأليف فرانسواز ساغان.
- 1 يناير – قصة أو من تأليف آن ديكلوس.

## مواليد

### يناير
- 1 يناير – جون دي بورمان مصوّر سينمائي فرنسي.[1]
- 10 يناير – فرنسوا كيفوركيان
- 13 يناير – برونو كولايس ملحن فرنسي.[2]
- 13 يناير – فيليب بيرغيرو لاعب كرة قدم فرنسي.[3]
- 18 يناير – برنار فاليه
- 28 يناير – برونو ميتسو لاعب كرة قدم فرنسي.

### فبراير
- 13 فبراير – دومينيكي باثيناي لاعب كرة قدم فرنسي.[4]
- 22 فبراير – نيكولا مارييه ممثل فرنسي.

### مارس
- 4 مارس – فرنسوا فيون[5]
- 24 مارس – جاك سابير عالم اقتصاد فرنسي.[6]
- 29 مارس – باتريس نوفو لاعب كرة قدم.
- 31 مارس – جاك ريتشارد[7]

### أبريل
- 4 أبريل – ريني جيرار لاعب كرة قدم فرنسي.[8]
- 12 أبريل – نور الدين قريشي لاعب كرة قدم جزائري.[9]
- 16 أبريل – ليونارد سبيتشت لاعب كرة قدم.[10]

### مايو
- 3 مايو – جان مارك روبرتس[11]
- 11 مايو – برنار باليريت لاعب كرة مضرب موناكوي.

### يوليو
- 16 يوليو – كارولين شانبتييه
- 27 يوليو – فيليب اليو
- 31 يوليو – إيف دانيال سياسي فرنسي.[12]

### أغسطس
- 11 أغسطس – آكلي تاجر كاتب فرنسي.
- 12 أغسطس – فرانسوا أولاند سياسي فرنسي.[13]
- 21 أغسطس – ديديه سيكس لاعب كرة قدم فرنسي.[14]
- 25 أغسطس – جيلبرت دوكلو لاسال درّاج طريق فرنسي.

### سبتمبر
- 1 سبتمبر – آلان فيجنيرون درّاج طريق فرنسي.
- 7 سبتمبر – ستيفان أبريال عسكري فرنسي.
- 8 سبتمبر – باسكال جريجوري ممثل فرنسي.[15]

### أكتوبر
- 1 أكتوبر – برونو بيني
- 10 أكتوبر – اريان اسكارديا[16]
- 13 أكتوبر – جلول بوشيخي موسيقي فرنسي.
- 23 أكتوبر – ليونيل زينسو[17]
- 24 أكتوبر – بيرنارد فيرينيو لاعب كرة قدم فرنسي.[18]

### نوفمبر
- 14 نوفمبر – بيرنار إينو دراج فرنسي.
- 25 نوفمبر – قاي بيرتن متسابق دراجات نارية فرنسي.

### ديسمبر
- 31 ديسمبر – كريستيان جوردان درّاج طريق فرنسي.

## وفيات

### فبراير
- 20 فبراير – لوسيان روش (مواليد 1865) سياسي فرنسي.[19]

### مارس
- 23 أبريل – مارسيل هيوت (مواليد 1896) درّاج طريق فرنسي.[20][20]

### أبريل
- 23 أبريل – مارسيل هيوت (مواليد 1896) درّاج طريق فرنسي.[20][20]
- 28 أبريل – ليون جوو (مواليد 1879)[21]

### يوليو
- 17 يوليو – فرنسوا دي رو (مواليد 1897) كاتب فرنسي.[22]

### أغسطس
- 3 أغسطس – كوليت (مواليد 1873) كوليت.[23]

### سبتمبر
- 9 سبتمبر – أنطوان فور (مواليد 1883) درّاج طريق فرنسي.
- 11 سبتمبر – لويز هرفيو (مواليد 1878)[24]

### نوفمبر
- 3 نوفمبر – هنري ماتيس (مواليد 1869) فنان فرنسي.[25]